# Laura Sebastian
Laura Sebastian (Miami, 16 de fevereiro de 1990), é uma escritora estadunidense de livros infantojuvenil e jovem adulto, principalmente do gênero fantasia. A série dela Princesa das Cinzas, foi vendida para 14 países. O primeiro livro dessa série: Ash Princess, entrou na lista de best-seller do The New York Times em 2018.

## Biografia
Ela se formou no Savannah College of Art and Design, depois ela morou em Nova York por anos. Hoje mora em Londres, Inglaterra, com seus dois cachorros. Quando não está escrevendo, provavelmente está experimentando novas receitas na cozinha ou cuidando do seu jardim. Seu livro Ash Princess (2018) foi seu décimo livro concluído e o primeiro livro que ela conseguiu a publicação.

### SérieAsh Princess
1. Ash Princess (2018)[6] no Brasil: Princesa da Cinzas (Arqueiro, 2018)
2. Lady Smoke (2019)[7] no Brasil: Dama da Névoa (Arqueiro, 2020)
3. Ember Queen (2020) no Brasil: Rainha em Chamas (Arqueiro, 2021)

### Série Castles in Their Bones
1. Castles in Their Bones (2022)[8] no Brasil: Castelos em Seus Ossos (Arqueiro, 2023)
2. Stardust in Their Veins (2023) no Brasil: Estrelas em Suas Veias (Arqueiro, 2023)
3. Poison in Their Hearts (2024)

### Livros isolados
- Half Sick of Shadows (2021)
- Into the Glades (2022)[9]